# Walter Strutz
Walter Strutz (* 13. September 1948 in Mainz) ist ein deutscher Politiker (FDP). Von 2009 bis 2011 war er Abgeordneter im Landtag von Rheinland-Pfalz.

## Leben
Walter Strutz ist der ältere Bruder von Harald Strutz, der von 1988 bis 2017 Präsident von Mainz 05 war. Er wuchs im heutigen Stadtteil Mainz-Hartenberg-Münchfeld auf, wo sein Vater die Geschäfte der „Pommersche Saatzucht“ führte. Er schlug den politischen Weg seines gleichnamigen Vaters ein, der Vorsitzender der Mainzer FDP und ab 1951 Präsident von Mainz 05 war. Bereits 1967 war er Vorsitzender des Landesverbandes Rheinland-Pfalz der Wirtschaftsjunioren Deutschland. Er absolvierte nach dem Abitur 1970 bis 1971 den Wehrdienst. Anschließend war er bis 1974 als Volontär und Redakteur bei der „Allgemeinen Zeitung Mainz“ tätig.
Im gleichen Jahr trat Strutz der FDP bei und wurde anschließend Pressesprecher der FDP-Landtagsfraktion und des FDP-Landesverbandes, was er bis 1983 blieb. 1979 verließ er seinen Wohnort Mainz-Gonsenheim, um mit seiner Familie nach Stadecken-Elsheim zu ziehen. Danach war er bis 1987 Referent in der Staatskanzlei Rheinland-Pfalz. Von 1989 bis 2004 war er Kreisvorsitzender der FDP in Mainz-Bingen. Von 1988 bis 1991 war Strutz im Kabinett Wagner stellvertretender Regierungssprecher und danach von 1992 bis 2004 stellvertretender Abteilungsleiter im Ministerium für Wirtschaft, Verkehr, Landwirtschaft und Weinbau, in dem er von 2004 bis 2006 auch Staatssekretär bei Hans-Artur Bauckhage war. Von 2000 bis 2006 war er Bezirksvorsitzender der FDP in Rheinhessen-Vorderpfalz. Er rückte im Jahr 2000 in den FDP-Landesvorstand auf.
In den nächsten drei Jahren nach seinem Ausscheiden als Staatssekretär arbeitete er als Geschäftsführer der Mittel- und Osteuropazentrum Rheinland-Pfalz GmbH, bis er 2009 als Nachrücker für den Abgeordneten Jürgen Creutzmann in den Landtag von Rheinland-Pfalz einzog. Dort war er stellvertretender Vorsitzender der Kommission beim Landesbeauftragten für den Datenschutz und Mitglied des Ausschusses für Landwirtschaft und Weinbau. Neben dem Mandat war er bis 2010 Geschäftsführer der Rheinhessen-Energie GmbH. Bei der Landtagswahl 2011 wurde er nicht wiedergewählt.
Walter Strutz ist vertretungsberechtigter Vorstand des „Rheinhessen Marketing“, eines Vereins, der die Verbesserung des Bekanntheitsgrades der Region Rheinhessen zum Ziel hat und insgesamt das Image des Wirtschafts-, Kultur- und Lebensraumes Rheinhessen fördern soll. Am 17. April 2012 wurde er vom Verein Mainz City Management als Nachfolger für den ausscheidenden Klaus Hammer zum Citymanager bestellt. Ansgar Helm-Becker, der Fraktionssprecher der GRÜNEN im Mainzer Stadtrat kritisierte die Wahl unmittelbar vor der Amtseinführung von Michael Ebling zum Oberbürgermeister von Mainz als voreilig und als Versorgungsmentalität für Politikrentner.